# آزادی (ترانه بیانسه)
آزادی (انگلیسی: Freedom) یک ترانه بلوز اثر خواننده آمریکایی بیانسه به همراهی کندریک لامار می باشد. این ترانه رتبه ۱۵ بهترین ترانه را در ۱۰۰ آهنگ داغ بیلبورد بدست آورده است و نامزد بهترین ترانه رپ در پنجاه و نهمین مراسم جایزه گرمی شده است.